# Урочище «Потки»
Уро́чище «По́тки» — ботанічний заказник місцевого значення в Україні. Розташований на північний захід від села Воронки, на території ССВК «Селянський ліс», на землях запасу Воронківської сільської ради. 
Площа 9 га. Статус присвоєно згідно з рішенням Рівненського облвиконкому № 343 від 22.11.1983 року. Перебуває у віданні: Воронківська сільська рада. 
Статус присвоєно для збереження ділянки болота з рідкісними рослинами.